# Dänischer Fußballpokal 1980/81
Der Dänische Fußballpokal 1980/81 war die 27. Austragung des dänischen Pokalwettbewerbs der Männer. Er wurde vom dänischen Fußballverband ausgetragen. Das Finale fand traditionell am Himmelfahrtstag (28. Mai 1981) im Københavns Idrætspark von Kopenhagen statt. Pokalsieger wurde Vejle BK, der sich im Finale gegen BK Frem Kopenhagen durchsetzte.
Alle Begegnungen wurden in einem Spiel ausgetragen. Bei unentschiedenem Ausgang wurde zur Ermittlung des Siegers eine Verlängerung gespielt. Stand danach kein Sieger fest, folgte ein Elfmeterschießen. Ab dem Halbfinale wurde bei einem Remis das Spiel wiederholt.

## 1. Runde
Es nahmen 48 Mannschaften von der dritten Klasse abwärts sowie acht Zweitligisten teil.
|                      | Ergebnis              |                         |
| -------------------- | --------------------- | ----------------------- |
| IF AIA-Tranbjerg     | 1:0 n. V.             | Vejlby-Risskov IK       |
| Asnæs BK             | 0:5                   | Vordingborg IF          |
| Assens FC            | 1:5                   | Randers SK Freja        |
| B 1909 Odense        | 0:1                   | Horsens fS              |
| Bramming BK          | 0:1                   | B 67 Odense             |
| BK Dalgas            | 1:4                   | Hørsholm-Usserød IK     |
| Dragør BK            | 5:0                   | BK Skjold Østerbro      |
| BK Fremad Valby      | 3:6                   | Herfølge BK             |
| Gladsaxe-Hero BK     | 2:1                   | Store Merløse IF        |
| Haderslev FK         | 1:4                   | Frederikshavn fI        |
| Hellas BK Valby      | 0:1                   | Kalundborg GB           |
| Helsingør IF         | 2:0                   | IK Viking Rønne         |
| Herlev IF            | 1:0                   | Hellerup IK             |
| Hjørring IF          | 5:0                   | Varde IF                |
| Holstebro BK         | 4:2                   | Odense Kammeraternes SK |
| IF Hasle Fuglebakken | 3:1                   | Viby IF                 |
| KFUM Kopenhagen      | 2:1                   | Nordfalster FB          |
| Kolding IF           | 2:1                   | Aalborg Freja           |
| Maribo BK            | 1:6                   | Glostrup IC             |
| Næsby BK             | 0:0 n. V. (1:2 i. E.) | Støvring IF             |
| Politiets IF         | 1:5                   | B 1921 Nykøbing         |
| Roskilde BK          | 0:1                   | Brønshøj BK             |
| Skive IK             | 3:1 n. V.             | Glamsbjerg IF           |
| Svendborg fB         | 0:2                   | Nakskov BK              |
| Ulbjerg IF           | 1:5                   | Herning Fremad          |
| Vipperød BK          | 2:5                   | IF Skjold Birkerød      |
| Vojens BK            | 5:3                   | Brønderslev IF          |
| Aarslev BK           | 0:2                   | B 1913 Odense           |

## 2. Runde
Teilnehmer waren die 28 Sieger der ersten Runde, acht weitere Zweitligisten und vier Erstligisten.
|                    | Ergebnis              |                      |
| ------------------ | --------------------- | -------------------- |
| AB Gladsaxe        | 2:1                   | Hørsholm-Usserød IK  |
| B 67 Odense        | 0:6                   | B 1913 Odense        |
| B 1901 Nykøbing    | 3:2                   | Støvring IF          |
| B 1921 Nykøbing    | 2:2 n. V. (2:4 i. E.) | Køge BK              |
| B.93 Kopenhagen    | 3:0                   | Kalundborg GB        |
| IF Skjold Birkerød | 1:0                   | Vordingborg IF       |
| Brøndby IF         | 1:1 n. V. (4:2 i. E.) | Lyngby BK            |
| Brønshøj BK        | 1:0                   | Herlev IF            |
| Dragør BK          | 3:5 n. V.             | Gladsaxe-Hero BK     |
| Fremad Amager      | 8:1                   | Vanløse IF           |
| Glostrup IC        | 5:0                   | KFUM Kopenhagen      |
| Helsingør IF       | 2:4                   | Herfølge BK          |
| Hjørring IF        | 1:0                   | Skive IK             |
| Holstebro BK       | 3:0                   | Vojens BK            |
| Horsens fS         | 0:1                   | Herning Fremad       |
| Kolding IF         | 3:2                   | IF Hasle Fuglebakken |
| Randers SK Freja   | 2:1                   | Frederikshavn fI     |
| IK Skovbakken      | 1:2                   | IF AIA-Tranbjerg     |
| Slagelse B&I       | 0:3                   | Nakskov BK           |
| Viborg FF          | 0:1                   | Holbæk B&I           |

## 3. Runde
Teilnehmer: Die 20 Sieger der zweiten Runde und zwölf weitere Vereine aus der 1. Division 1980.
|                  | Ergebnis              |                      |
| ---------------- | --------------------- | -------------------- |
| Aarhus GF        | 2:0                   | Ikast FS             |
| IF AIA-Tranbjerg | 0:5                   | Herning Fremad       |
| B 1901 Nykøbing  | 3:0                   | Brøndby IF           |
| B 1913 Odense    | 2:0                   | Hjørring IF          |
| B.93 Kopenhagen  | 0:2                   | Kjøbenhavns Boldklub |
| Brønshøj BK      | 2:1                   | Holstebro BK         |
| Fremad Amager    | 3:1                   | Randers SK Freja     |
| Glostrup IC      | 2:4                   | Herfølge BK          |
| Hvidovre IF      | 3:1                   | IF Skjold Birkerød   |
| Kastrup BK       | 2:3                   | BK Frem Kopenhagen   |
| Kolding IF       | 0:1                   | B 1903 Kopenhagen    |
| Køge BK          | 3:2                   | Gladsaxe-Hero BK     |
| Nakskov BK       | 3:5                   | AB Gladsaxe          |
| Næstved IF       | 3:0                   | Aalborg BK           |
| Odense BK        | 1:1 n. V. (2:3 i. E.) | Holbæk B&I           |
| Vejle BK         | 3:0                   | Esbjerg fB           |

## 4. Runde
Teilnehmer: Die 16 Sieger der dritten Runde.
|                      | Ergebnis  |                    |
| -------------------- | --------- | ------------------ |
| Aarhus GF            | 3:2       | B 1903 Kopenhagen  |
| B 1901 Nykøbing      | 2:3 n. V. | Vejle BK           |
| Brønshøj BK          | 1:2       | BK Frem Kopenhagen |
| Fremad Amager        | 2:0       | Hvidovre IF        |
| Herfølge BK          | 1:5       | Næstved IF         |
| Herning Fremad       | 2:0       | B 1913 Odense      |
| Kjøbenhavns Boldklub | 5:0       | AB Gladsaxe        |
| Køge BK              | 2:1       | Holbæk B&I         |

## Viertelfinale
|               | Ergebnis              |                      |
| ------------- | --------------------- | -------------------- |
| Aarhus GF     | 2:6                   | Kjøbenhavns Boldklub |
| Fremad Amager | 0:1                   | BK Frem Kopenhagen   |
| Køge BK       | 2:2 n. V. (4:5 i. E.) | Vejle BK             |
| Næstved IF    | 1:0                   | Herning Fremad       |

## Halbfinale
|                    | Ergebnis  |                      |
| ------------------ | --------- | -------------------- |
| BK Frem Kopenhagen | 3:1       | Kjøbenhavns Boldklub |
| Næstved IF         | 0:0 n. V. | Vejle BK             |

### Wiederholungsspiel
|          | Ergebnis |            |
| -------- | -------- | ---------- |
| Vejle BK | 2:1      | Næstved IF |

## Finale
| Paarung            | Vejle BK – BK Frem Kopenhagen |
| Ergebnis           | 2:1 (1:1) |
| Datum              | 28. Mai 1981 |
| Stadion            | Københavns Idrætspark, Kopenhagen |
| Zuschauer          | 17.500 |
| Schiedsrichter     | Jørgen Mortensen |
| Tore               | 0:1 Henrik Dam (14.) 1:1 Ulrich Thychosen (35.) 2:1 Ole Rasmussen (59., Eigentor) |
| Vejle BK           | Alex Nielsen – John Sivebæk, John Laursen, Torben Sørensen, Gert Eg – Knud Herbert Sørensen II, Michael Rasmussen, Poul Erik Østergaard – Tommy Andersen (85. Bjarne Schouw), Ulrich Thychosen (79. Jørgen Bach Andersen), Ib Jacquet Cheftrainer: Ole Fritsen |
| BK Frem Kopenhagen | Per Wind – Ole Rasmussen, Lars Larsen, Henrik Thomsen, Jesper Jul Christensen – Carsten Rasmussen, Per Hester Hansen, Henrik Dam – Brian Nielsen (60. Finn Bach), Cimm Balslev (77. Bjarne Munkø), Allan Supperi Cheftrainer: Jan Poulsen                      |